# Опфенбах
Опфенбах (нем. Opfenbach) — община в Германии, в земле Бавария. 
Подчиняется административному округу Швабия. Входит в состав района Линдау-Бодензее.  Население составляет 2312 человек (на 31 декабря 2010 года). Занимает площадь 16,79 км².